# 新生事件
新生事件（しんせいじけん）は、1935年に起きた、中国の雑誌による、当時中国の満洲を占領していた日本の皇室に対する、不敬事件である。

## 概要
1935年5月4日、中国、上海で発行されていた、読者数万といわれた反満抗日宣伝誌である週刊「新生」（杜重遠主宰）第2巻第15号は、「易水」と称する者の「閑話皇室」という、日本の皇室を冒涜する記事を掲載した。
6月24日、日本の石射猪太郎上海総領事は、上海市長呉鉄城に対して、中国側の正式謝罪、編集者処罰を要求し、抗議した。
呉市長は、ただちにこの要求をいれ、6月25日、公文で刑法、敦睦令による処罰、同誌の発刊停止、責任者の逮捕処罰をちかい、陳謝の意を表した。
しかし6月28日、第1回公判で、同記事は中央党部の検閲認可済みであり、同誌は張学良操縦の東北協会が後援していることがあきらかになり、事態は重大の度をまし、最高法院、警備司令部、上海市政府の3者は責任回避に終始し、うやむやのうちに重大事件を葬りさろうとした。
ここにおいて7月2日、日本政府は南京政府に対して、次の要求をおこなった。すなわち、中央党部の抗日運動停止、張学良の操縦する東北協会のような反満抗日義勇軍援助機関の即時解散、中央党部の図書検閲方針の公開、上海からの国民党部、藍衣社の撤退、である。
中国側は政治会議を招集し、対策を協議した結果、日本側の要求を承認することにした。
7月8日、中央宣伝委員会委員長葉楚傖は、上海検閲機関監督の責任者として日本の有吉大使に正式陳謝文を通達し、「新生」の責任者杜重遠を公判に付した。禁錮1年2ヶ月の判決であった。ここに事件はいちおうの解決をみた。
この件を穏便にすませようとした有吉大使に対し、不満を持った分子が怪文書を送り大使を脅迫するという事件も起こっているが、この分子を操ったのは影佐禎昭武官補佐官と言われている。